# José Aleixo Falcão de Gamboa Fragoso van Zeller
José Aleixo Falcão de Gamboa Fragoso van Zeller, Jonkheer van Zeller na República das Sete Províncias Unidas dos Países Baixos, depois República Batava, Reino da Holanda e Holanda (Lisboa, 17 de Julho de 1762 – Lisboa, 22 de Outubro de 1835), foi um empresário agrícola, militar, poeta e maçon português.

## Família
Filho de Lourenço Rodolfo van Zeller, Jonkheer van Zeller na República das Sete Províncias Unidas dos Países Baixos, 1.º Senhor do Morgado dos Olivais, Fidalgo Cavaleiro da Casa Real, Contador Mor do Reino e Casa, Cavaleiro da Ordem de Cristo, Familiar do Santo Ofício da Inquisição de Lisboa, etc., de origem Holandesa, e de sua mulher Maria de Lima e Melo Falcão de Gamboa Fragoso, 6.ª Senhora do Morgado de Santo Aleixo, 4.ª Senhora do Morgado da Luz e 7.ª Senhora do Morgado de Avis.

## Biografia
Proprietário, sucedeu nos Morgados de seus pais e foi 2.º Senhor do Morgado dos Olivais, 7.º Senhor do Morgado de Santo Aleixo, 5.º Senhor do Morgado da Luz, 8.º Senhor do Morgado de Avis e Proprietário na Ilha da Madeira, teve o foro de Fidalgo Cavaleiro da Casa Real e foi Alferes de Cavalaria do Cais (de Lisboa), reformado, e Poeta bastante conceituado ao tempo, etc.
Iniciado na Maçonaria em data e Loja desconhecidas e com nome simbólico desconhecido, em 1803 ingressou na Loja Razão, e, em 1809?, ocupou, não se sabendo se interinamente, o cargo de 2.º Grão-Mestre do Grande Oriente Lusitano. Liberal, esteve preso desde Março-Abril de 1809 até 1810 na Inquisição de Lisboa, nos antecedentes da Setembrizada, sendo deportado para os Açores e regressando a Lisboa anos mais tarde. Em 1818, ou de 1820? a 1822? segundo António Henrique Rodrigo de Oliveira Marques, ingressou e pertenceu à Loja Fortaleza, na qual, posteriormente, em data desconhecida, ocupa o cargo de Venerável Mestre.

## Casamento e descendência
Casou com Maria da Piedade de Baena Henriques de Resende, Herdeira dos Barões de Aldenberg e Senhora das Casas dos Henriques, da Madeira, e dos de Resende, de Portugal, etc., de quem teve, pelo menos, duas filhas.